# Берман, Василий Лазаревич
Василий (Вульф) Лазаревич Берман (1862—1896) — российский общественный деятель и палестинофил.

## Биография
Родился 11 сентября 1862 года в Митаве, в семье учителя Лазера Янкелевича Бермана (1831—1893), уроженца Митавы, и Хаи-Хволи Вульфовны Крон (1832—?), родом из Либавы. Его сестра — Вильгельмина (1859—1929), была замужем за педагогом-математиком Савелием Осиповичем Войтинским. Братья: Яков, присяжный поверенный, владелец типографии; Густав (Гутман) (?—1906), провизор, доверенный Русского торгово-промышленного коммерческого банка и Русского общества калильного освещения и отопления. Племянники — художники Евгений Густавович Берман и Леонид Густавович Берман.
Первоначальное образование получил в учреждённом его отцом Лазарем Яковлевичем Берманом Санкт-Петербургском еврейском училище. Для поступления в университет ему необходимо было представить документ о гимназическом образовании, который он получил в 6-й Санкт-Петербургской гимназии, окончив её с серебряной медалью в 1881 году . Затем  с золотой медалью он окончил юридический факультет Санкт-Петербургского университета, после чего вступил в петербургскую корпорацию помощников присяжных поверенных. Ещё будучи студентом, он помещал в издаваемой его отцом газете «Русский еврей» оригинальные и переводные стихотворения под псевдонимом Бен-Элиезер (впоследствии он писал также статьи в «Восходе»). 
Ещё в университете он примкнул к палестинофильству: он присутствовал в 1884 году на съезде в Катовице, принимал деятельное участие в организации различных кружков «Друзей Сиона», помогал «билуйцам», отправившимся в Палестину, хлопотал ο легализации одесского «Общества вспомоществования евреям ремесленникам и земледельцам в Сирии и Палестине» (1890) и выпустил в свет два сборника — «Палестина» (1884) и посвящённый Л. Пинскеру «Сион» (СПб.: типо-лит. Л. Бермана и Г. Рабиновича, 1892), в которых помести свои статьи: «Палестинское дело в заграничной жизни и печати» и «Палестинское течение в еврейской истории», а также ряд мелких заметок. Среди русских палестинофилов он выделялся по широкой научной постановке вопроса ο колонизации Палестины. Берман предугадал два серьёзных фактора поступательного хода русско-еврейской жизни — эмиграционную проблему и подъём национального самосознания русского еврейства и, не прекращая работы по колонизации Палестины, много занимался также русско-еврейскими вопросами. Работая в центральном комитете Еврейского колонизационного общества, секретарём которого он состоял, Берман по поручению комитета совершил в 1893 году продолжительное путешествие по Европе для всестороннего изучения эмиграционного вопроса. Результаты его наблюдений, изложенные в обширном докладе, послужили основанием для создания специального отделения комитета (руководство которым было поручено Берману), специально занимавшегося эмиграцией. Ему отчасти обязаны своим возникновением «Историко-этнографическая комиссия» при Обществе распространения просвещения между евреями. Он принимал участие во всех еврейских общественных начинаниях в Петербурге, причем обыкновенно играл роль вдохновителя.
В последние годы жизни заведовал основанными отцом Талмуд-торой и еврейским мужским училищем. В 1894 году он заболел чахоткой и поселился в Египте, где написал исследование ο «Евреях в современном Египте» («Восход». — 1893. — Кн. 8). Умер 6 марта 1896 года в Каире.
«Новое Время» написало о нём:

Берман оставил самые лучшие воспоминания: отличаясь строгой разборчивостью в приеме дел, он горячо и искренне отстаивал те из них, которые считал правыми; выдающийся оратор в среде молодой адвокатуры, он имел еще редкое свойство — остроту ума, не покидавшую его и в период предсмертной болезни. <…> Добрый, отзывчивый, чувствительный ко всякому горю, прекрасный семьянин, он оставил о себе в адвокатуре и среди своих знакомых светлую память и самые симпатичные воспоминания.— «Новое Время». — 1896. — № 7197

## Семья
Жена — Анна Берман, преподаватель еврейского женского училища, умерла в блокадном Ленинграде. 
- Сын — поэт Лазарь Берман (1894—1980).